# Павукові мережі
«Павукові мережі» (Webs) — науково-фантастичний телевізійний фільм жахів 2003 року режисера Девіда Ву.

## Про фільм
Група електриків вирушає в занедбану будівлю, щоб дослідити виявлене там джерело енергії, знаходить покинуту лабораторію.
Випадково запустивши там машину, вони потрапляють у паралельний світ. Тут величезні павукоподібні захопили контроль, перетворивши людей на людей-павуків.

## Знімались
| Актор         | Роль    |
| ------------- | ------- |
| Річард Греко  | Дін     |
| Кейт Грінхауз | Елена   |
| Колін Фокс    | Мореллі |
| Річард Єрвуд  | Рей     |
| Джефф Дуглас  | Шелдон  |
| Девід Нерманн | Крейн   |
| Джейсон Джонс | Джуніор |